# John Teller
John Teller (ur. 9 marca 1983 w Mammoth Lakes) – amerykański narciarz dowolny specjalizujący się w skicrossie. W 2013 roku zdobył brązowy medal na mistrzostwach świata w Voss. Rok później wziął udział w igrzyskach olimpijskich w Soczi, zajmując 28. miejsce. Najlepsze wyniki w Pucharze Świata, osiągnął w sezonie 2010/2011, kiedy to zajął 16. miejsce w klasyfikacji generalnej, a w klasyfikacji skicrossu był czwarty.

## Osiągnięcia

### Igrzyska olimpijskie
| Miejsce | Dzień     | Rok  | Miejscowość | Konkurencja | Zwycięzca             |
| ------- | --------- | ---- | ----------- | ----------- | --------------------- |
| 28.     | 20 lutego | 2014 | Soczi       | Skicross    | Jean Frédéric Chapuis |

### Mistrzostwa świata
| Miejsce | Dzień    | Rok  | Miejscowość | Konkurencja | Zwycięzca             |
| ------- | -------- | ---- | ----------- | ----------- | --------------------- |
| 5.      | 4 lutego | 2011 | Deer Valley | Skicross    | Christopher Del Bosco |
| 3.      | 10 marca | 2013 | Voss        | Skicross    | Jean Frédéric Chapuis |

### Puchar Świata

#### Miejsca w klasyfikacji generalnej
- sezon 2009/2010: 100.
- sezon 2010/2011: 16.
- sezon 2011/2012: 37.
- sezon 2012/2013: 47.
- sezon 2013/2014: 51.

#### Miejsca na podium w zawodach PŚ
1. Innichen – 19 grudnia 2010 (skicross) – 3. miejsce
2. St. Johann in Tirol – 7 stycznia 2011 (skicross) – 1. miejsce
3. Bischofswiesen – 25 lutego 2012 (skicross) – 2. miejsce
4. Megève – 16 stycznia 2013 (skicross) – 1. miejsce
5. Val Thorens – 17 stycznia 2014 (skicross) – 1. miejsce

- W sumie (3 zwycięstwa, 1 drugie i 1 trzecie miejsce).